# Bocksjön, Södermanland
Bocksjön är en sjö i Botkyrka kommun i Södermanland och ingår i Tyresån-Trosaåns kustområde samt i Kagghamraåns sjösystem. Sjöns area är 0,012 kvadratkilometer och den är belägen 35,3 meter över havet.